# Gouffre Mirolda
Le gouffre Mirolda est une cavité karstique située sur la commune française de Samoëns en Haute-Savoie (région Auvergne-Rhône-Alpes) dans le massif du Haut-Giffre. C'est l'une des entrées du réseau Lucien Bouclier.

## Historique
Découvert en 1971 par le jeune berger Marc Degrinis, le groupe AVEN de Lyon élargit en 1972 la fissure d'entrée et s'arrête à -127 mètres sur méandre impénétrable. En 1976 une entrée supérieure le VF3 à 2 324 mètres est découverte par le club spéléo de Villefranche (EESV) avec arrêt en bas du premier puits de 30 m sur étroiture. Le gouffre Mirolda (CD11) est revu en 1980 par le SC Lyon. Aidé par le GS Cavernicole et le SC du Chablais la cote -850 mètres est atteinte. En 1981 la rivière est explorée jusqu'à -1 100 mètres. Renforcé par la SS Genève et le Thonon Tauping club des galeries fossiles et des amonts permettent au réseau d'atteindre un dénivelé de 1 143 mètres en 1988. La désobstruction du VF3 donne accès au réseau dénommé Lucien Bouclier, spéléologue décédé en 1987 sur le massif. La jonction est faite par le groupe Ursus entre le gouffre Mirolda et le réseau Lucien Bouclier en 1992 pour une profondeur de -1 436 mètres et avec le gouffre de la Rondelle Jaune (2 220 mètres). 
Au fond du CD11 la cote passe en 1993 à -1 520 mètres et -1 610 mètres en 1998. Le gouffre du Joker (2 330 mètres) rejoint le réseau en 1999 et fait progresser la cote à -1 616 mètres. 
Après la plongée en 2003 du siphon terminal ce gouffre affiche une profondeur finalement explorée de -1 733 mètres,. Il fut la cavité naturelle connue la plus profonde du monde du 26 janvier 1998 jusqu'en août 1998 avec une profondeur de -1610 mètres puis du janvier 2003 à juillet 2004.
En effet, à cette date il perd son titre au profit du gouffre Krubera-Voronja, en Abkhazie dans le Caucase géorgien, mais reste toutefois le gouffre le plus profond de France.
En septembre 2022, 2023 puis 2024 un collectif Mirolda reprend la topographie, modernise l'équipement et examine les possibilités de découverte.
La cavité tire son nom des premières lettres des prénoms de trois spéléologues rhodaniens Michel Schmidt, Roland Chenevier et Daniel Trouilleux, emportés par une crue, en 1976 dans le massif du Vercors à la grotte de Gournier.

## Description

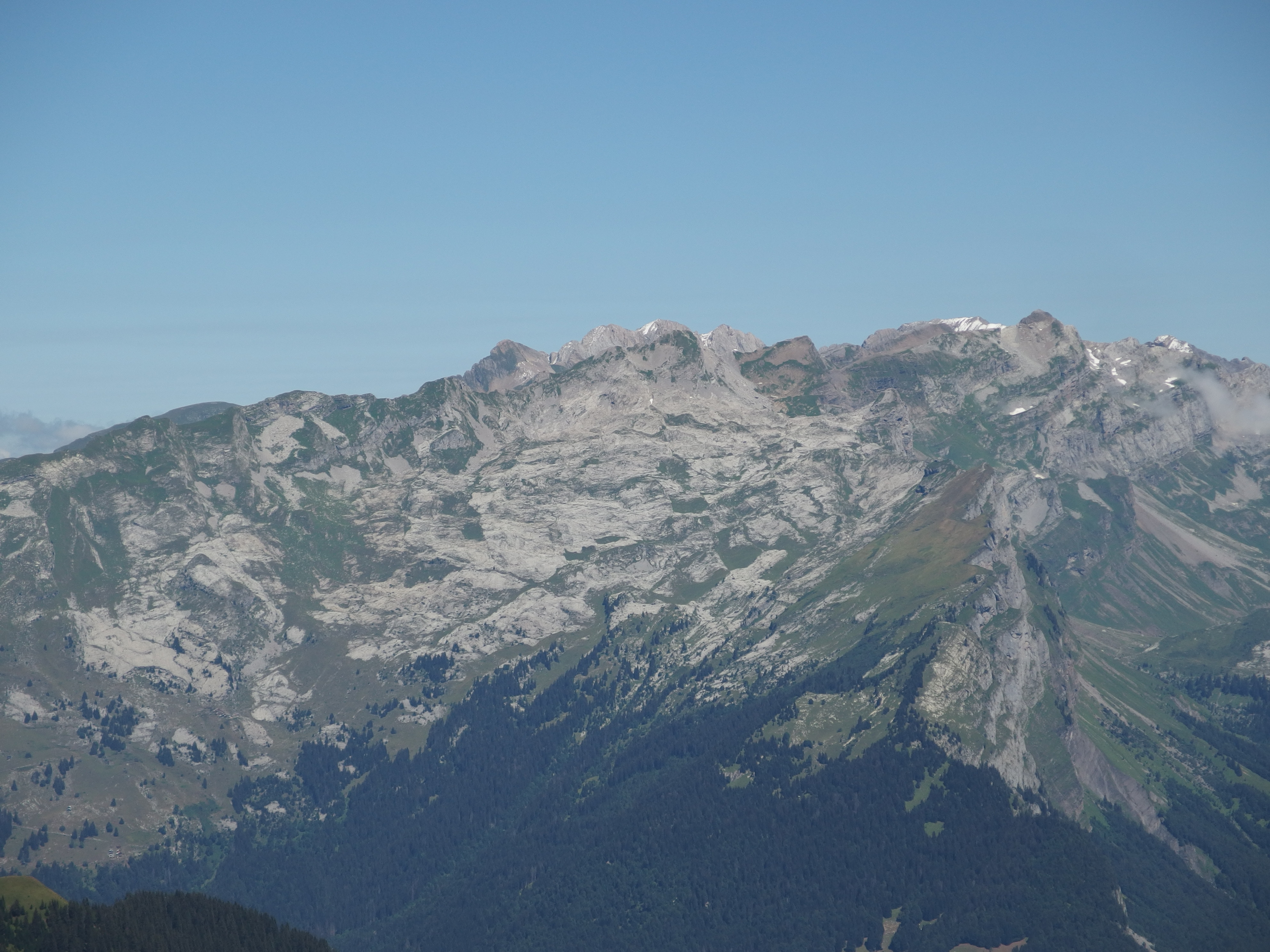
La montagne du Criou

L'entrée la plus haute du gouffre se trouve à 2330 mètres (gouffre du Joker). L'exploration du gouffre s'est arrêtée sur un grand siphon à -1733 mètres mais la possibilité maximale de profondeur du gouffre se trouverait à -1870 mètres. Le bas de la galerie (après le deuxième siphon) n'a été exploré qu'une seule fois et laisse donc des possibilités d'explorations. Derrière le deuxième siphon (environ -1620) la galerie se poursuit sur 22 mètres pour un dénivelé de 8 mètres puis débouche sur un ancien collecteur. Vers l'aval la galerie descend sur une longueur de 251 mètres pour un dénivelé de 110 mètres pour buter sur un grand siphon à -1733 mètres, profondeur ramenée à -1661 m avec la nouvelle topographie. Le haut de cette galerie se sépare en deux, soit un arrêt dans une galerie fossile, soit un débouché sur la hauteur.

## Karstologie
Le gouffre Mirolda se développe dans les calcaires Urgoniens au contact des marnes Hauteriviennes suivant le pendage (E-W) puis (S-W) en direction de la vallée du Giffre. Les eaux passent dans la nappe alluviable et aucune émergence n'est connue,. Comme au gouffre Jean-Bernard l'amont du réseau (Lucien Bouclier) semble plus ancien et le bas du CD 11 creusé suite à l'incision de la vallée du Giffre.